# Hortobágy
Hortobágy är ett samhälle i Hajdú-Bihar i Ungern. Hortobágy ligger i distriktet Balmazújváros och har en area på 3,75 km². År 2019 hade Hortobágy totalt 1 323 invånare.